# Лісувкі
Лісувкі (пол. Lisówki, нім. Fuchsbau) — село в Польщі, у гміні Допево Познанського повіту Великопольського воєводства.
У 1975-1998 роках село належало до Познанського воєводства.